# Sommet de Rambouillet
Pour un article plus général, voir Sommet du G8.
Le sommet du G6 1975, appelé aussi sommet de Rambouillet, 1re réunion du G6, réunit les dirigeants des 6 pays démocratiques les plus industrialisés, ou G6, du 15 au 17 novembre 1975, dans la ville française de Rambouillet, à l'époque du serpent monétaire européen, auquel succèdera en 1979 le système monétaire européen. Il conduit à créer le G6 (qui deviendra le G7 l'année suivante puis G8 en 1997, pour redevenir G7 en 2014).

## Participants
Cette réunion au sommet a eu lieu du 15 au 17 novembre 1975 au château de Rambouillet à Rambouillet en France à l'initiative du président de la République française Valéry Giscard d'Estaing est une rencontre entre les chefs d'État des cinq principaux pays occidentaux,,, rejoints par l'Italie, afin de trouver une réponse coordonnée aux désordres monétaires, ancêtre des futurs G6 puis G7, quand ils seront rejoints par le Canada.
Six pays y ont participé :
| Participants au G6     |                            |                          |                      |
| Membre                 | Membre                     | Représenté par           | Fonction             |
| Drapeau de la France   | France                     | Valéry Giscard d'Estaing | Président            |
| Drapeau de l'Allemagne | Allemagne de l'Ouest (RFA) | Helmut Schmidt           | Chancelier           |
| Drapeau de l'Italie    | Italie                     | Aldo Moro                | Président du Conseil |
| Drapeau du Japon       | Japon                      | Takeo Miki               | Premier ministre     |
| Drapeau du Royaume-Uni | Royaume-Uni                | Harold Wilson            | Premier ministre     |
| Drapeau des États-Unis | États-Unis                 | Gerald Ford              | Président            |

À l'origine, le président français était opposé à la présence de l'Italie mais a dû se conformer à l'avis des autres participants qui souhaitaient sa présence. L'Italie se fit admettre, en « faisant valoir l'effet stabilisateur que sa participation aurait sur son équilibre politique interne ».

## Précédent en février 1975
En février 1975, les banques centrales américaine, suisse et allemande conclurent un accord pour coordonner leurs interventions sur le marché des changes pour soutenir le dollar, dont il fut fait référence à Rambouillet, mais sans réellement de suites volontariste.

## Organisation
Ce fut lors de la Conférence sur la sécurité de Helsinki (juillet 1975) que le président français invita les Cinq à se réunir à Rambouillet à l'automne. Le président américain Gerald Ford, appuyé par le secrétaire d'État Henry Kissinger, accepta malgré des réticences initiales.

## Objectif
L'objectif est stopper la baisse du dollar. Les Américains bénéficient d'une croissance de 13 % en rythme annuel depuis l'automne mais leur monnaie paie l'accroissement spectaculaire du déficit des paiements courants des États-Unis, qui entraîne des reports massifs sur une monnaie refuge, le mark allemand, pénalisant les autres monnaies européennes.

## Déclaration et décision
La réunion s'est conclue par la déclaration de Rambouillet qui est l'élément fondateur et qui fixe les motivations du G6.
Cette baisse du dollar va en réalité s'amplifier à la fin de juin 1976 avec les sondages donnant une nette victoire de Jimmy Carter à l'élection présidentielle américaine de 1976, car il est réputé favorable à des taux d'intérêts américains bas.

## Résultat du sommet
Le résultat du sommet de Rambouillet de 1975, selon des économistes, « peut s'analyser comme l'acceptation formelle par la France des changes flottants ». Les Américains acceptent de limiter l'ampleur des variations de change par une action des banques centrales mais refusent le retour à une parité fixe : un document franco-américain déclare qu'un régime de parités fixes ne pourra être rétabli que par un vote au FMI à la majorité de 85 %, ce qui fait que Paris reconnaît, de fait, le régime actuel de changes flottants, en échange de faire « accepter pour l'avenir, mais à terme indéterminé », le principe d'un retour aux parités fixes, qui n'aura pas lieu. Un mécanisme d'appel et d'orientation générale est organisé entre directeurs du Trésor et ministres des Finances, mais sans disposition sur une parité centrale, « ni sur l'ampleur des marges de fluctuations tolérables ».
L'accord de Rambouillet a pu faire l'objet d'interprétations contradictoires, les seules contraintes effectives étant celles qui résultent de l'appartenance au serpent communautaire.

## Suites

### Dévaluation de la peseta enfévrier 1976
Après celle de  la lire à la fin du mois de janvier, la dévaluation impromptue de la peseta espagnole en février, déclenchant des « achats massifs de marks », est la cause de « la nouvelle secousse », le feu sous la cendre s'étant « brutalement rallumé », obligeant les banques centrales d'Allemagne et de France à « agir en commun pour atténuer les pressions spéculatives » mais cette fois pour le franc et plus le dollar, soutenu lui par la Réserve fédérale américaine, « en application de l'accord de Rambouillet », selon le ministre français de l'Économie, Jean-Pierre Fourcade.
Le porte-parole du gouvernement allemand doit démentir le 11 février l'hypothèse d'une réévaluation du deutschemark, sur laquelle parie la spéculation après cette « dévaluation de fait de la peseta » le 9 février, de 11 % environ, trois semaines après celle, de fait aussi, de la lire italienne. Comme la lire, la peseta souffre de fuites de capitaux dues la situation politique en Espagne après la mort du dictateur Franco le 20 novembre 1975 et le troisième gouvernement du franquiste Carlos Arias Navarro, formé le 13 décembre, dont les mesures « libérales » déçoivent l'opposition antifranquiste, très sceptique et que le roi Juan Carlos Ier remplace seulement en juillet 1976 par Adolfo Suárez, dans l'attente de la réforme des institutions via la loi du 18 novembre 1976 et un référendum un mois après. Des grèves de cent mille personnes se tiennent à Madrid le 14 janvier, s'étendent « lentement dans le reste du pays », et dix-huit personnalités réclament face à la montée des prix et du chômage, une "rupture démocratique". en attendant le discours d'Arias Navarro du 28 janvier, après lequel les marchés attendent toujours un « nouveau gouvernement espagnol » qui puisse lancer un « un plan sérieux de lutte contre l'inflation » et le déficit de la balance commerciale DE 3 milliards de dollars en 1975, comme en 1974, un référendum national et la légalisation des partis politiques de gauche se faisant attendre jusqu'en mars.

### Démenti des rumeurs de dévaluation du franc
Cette « dévaluation de fait » de la peseta « accentue encore les pressions » sur les monnaies faibles, franc français et franc belge, tandis que  la Banque d'Angleterre a dû intervenir pour soutenir sa monnaie, mais un réajustement semble proscrit car les banques centrales considèrent alors qu'elles ne peuvent pas céder à la spéculation « sans remettre en question l'accord de Rambouillet ».
Philippe Labarde, dans Le Monde, relève la rumeur voulant que la Banque de France a déjà dépensé 30 % de ses réserves en devises, aux spéculateurs étrangers mais aussi à des « opérateurs commerciaux désireux de se couvrir contre une éventuelle manipulation monétaire, qu'ils considèrent, à tort ou à raison, comme inévitable ». Les banques françaises n'étant pas autorisées à leur prêter, les premiers empruntent des francs en France, entraînant une tension sur les taux de l'eurofranc[Quoi ?], pour les vendre contre des marks. Autre scénario évoqué, une réévaluation légère du deutschemark, de 4 % à 5 %, jugée insuffisante.
« Les interventions des banques centrales n'ont pas enrayé la spéculation sur le mark qui entraine la persistance de la tension sur le marché des changes », constate à nouveau le 13 février 1976 Le Monde, en notant que Jean-Pierre Fourcade a été contraint de démentir une éventualité de dévaluation, pour accompagner les déclarations de Hans Friderichs, ministre ouest-allemand de l'Économie, dans une interview à l'hebdomadaire économique Wirtschaftswoche.
Est organisé alors une sorte de "tête-à-tête à quatre" avec Valéry Giscard d'Estaing, Jacques Chirac, Helmut Schmidt et son vice-chancelier Hans-Dietrich Genscher, président du Parti libéral-démocrate (FDP), second parti de la coalition de Bonn, la présence du Premier ministre français étant censé rassurer les marchés des changes sur l'absence de dévaluation.

### Solutions proposées contre la montée de la spéculation
Une semaine après qu'il a annoncé à la mi-mars que la France sortait du Serpent monétaire européen, Gilbert Gantier, député giscardien (républicain indépendant) de Paris, réclame une "fusion du mark et du franc", le 23 mars 1976, afin de faire « réfléchir les spéculateurs mondiaux » et éviter au « mark d'avoir à lutter contre des attaques à la hausse » néfastes à l'économie ouest-allemande. L'économiste Serge-Christophe Kolm réclame lui quinze jours après le passage à un "serpent monétaire réel", où « ce qui est limité n'est plus la variation de la valeur du mark en francs, mais celle-ci moins l'excès du taux d'inflation français sur le taux d'inflation allemand », afin d'éviter les anticipations spéculatives autoréalisatrices causées par le "serpent nominal", « une bête nuisible et éphémère, néfaste quand elle vit, mais heureusement peu vivace », qui ne limite que les variations des parités des monnaies alors qu'il faudrait limiter plutôt celle des parités des pouvoirs d'achat, ce qui fait que « les spéculateurs prévoient ce processus, vendent en hâte des masses de francs en marks, d'où déficit brutal de la balance des capitaux, et dévaluation ». Ce "serpent réel", plus efficace car plus modeste, limiterait la coopération entre nations à « la lutte contre une éventuelle spéculation absurde et sans fondement ».
Parmi les autres causes de la spéculation sur la baisse du dollar et la hausse du mark, Le Monde note le désengagement américain du Vietnam, la prise en main de l'Angola par une formation soutenue par l'Union soviétique et les spéculations sur les résultats de l'élection présidentielle américaine de novembre 1976 aux États-Unis.
Les économistes s'aperçoivent au même moment que les « mouvements de capitaux à court terme, par leur importance et leur sens », ont pris « une incidence forte », avec un marché des changes désormais « fort sensible au contexte financier », aussi bien de la part des trésoriers d'entreprises par le jeu du termaillage que des spéculateurs détenteurs de capitaux flottants: du printemps 1973 à l'automne 1976), la parité entre franc et mark s'est « avérée très instable et fort sensible, s'écartant des rapports de prix », puis qu'à partir du plan Barre de l'automne 1976, le franc s'est mieux comporté « que ne pouvait le laisser envisager la différence d'inflation apparente entre les deux pays », les autorités françaises s'étant « efforcées de créer un environnement financier qui ne soit pas défavorable à leur devise ». Ainsi, de l'automne 1976 au second trimestre 1980, le rapport des prix français aux prix allemands s'est dégradé de 24,1 % alors que la monnaie allemande ne s'est appréciée que de 12,4 %.
Ils constatent en 1976 la forte croissance du montant des euromonnaies, de 28 % par an en moyenne contre 13 % par an pour les réserves des banques centrales, dont la marge de manœuvre face aux « mouvements spéculatifs » devient « de plus en plus étroite ».

## Chronologie
- 26 décembre 1945 : le franc dévalué de 58 % (1 dollar = 119 francs) rupture de l'unité monétaire de l'Empire français[21].
- 25 janvier 1948 : dévaluation de 44 % (1 dollar = 214 francs)[21].
- 17 octobre 1948 : dévaluation (1 dollar = 260 francs)[21].
- 20 septembre 1949 : dévaluation du franc après celle de la livre (1 dollar = 350 francs)[21].
- 6 mars 1952 : le président du Conseil, Antoine Pinay, annonce «un gouvernement de défense du franc»; emprunt indexé sur l'or[21].
- 1957-1958 : plan Félix Gaillard de redressement (dévaluation de fait de 20 %).
- 27 décembre 1958 : dévaluation de Gaulle de 17,7 %[21].
- 1er janvier 1960 : création du nouveau franc[21].
- 1967 : la livre sterling abandonne l'étalon-or et subit dans la foulée « une forte dévaluation »[22].
- juillet 1969 : premier amendement aux statuts du FMI, créant les DTS, toute référence à l'or est bannie[6].
- 8 août 1969 : dévaluation de 11,6 % du franc, puis sa parité fluctue peu[6].
- 1er et 2 décembre 1969 : relance de La Haye réunissant les chefs d'État des Six de la Communauté économique européenne.
- début 1971 : pour sortir les États-Unis de la récession, la Réserve fédérale américaine pratique une politique monétaire accommodante[23].
- début 1971 : les pays européens confrontés à une surchauffe et une inflation élevée[23].
- 5 mai 1971 : un milliard de dollars achetés par l'Allemagne[23]. Et comme en 1969, le gouvernement allemand ferme le marché des changes[23].
- 9 mai 1971 : le Conseil européen approuve la proposition de Bonn d'un flottement général des monnaies[6], les autorités allemandes, belges et néerlandaises cessent de soutenir le dollar[24],[23], envolée du Deutsche Mark jusque là fixé à 1,175 5 franc[24].
- 15 août 1971 : les États-Unis suspendent la convertibilité-or du dollar à prix fixe[23], taxent de 10 % les importations et allègent la fiscalité des investissements[23]. Le dollar entame une baisse qui va atteindre 70% face au mark en une vingtaine d'années[25]
- Fin octobre 1971 : hausses face au dollar, de 9,7 % du mark, 8,1 % du florin, 7,3 % du franc belge, 4% du sterling et 2,4 % du franc[23].
- 18 décembre 1971 : l'accord du Smithsonian Institute, conçu pour sauver les parités fixes[24], acte l'éclatement du système monétaire de Bretton Woods. L'once d'or augmentée à 38 dollars (+8,6 %)[23]. Les principales monnaies européennes réévaluées[23]. Le franc de 8,6 % par rapport au dollar[23], mais se déprécie par rapport à d'autres monnaies[6] dont 6 % face au mark[23]. Les parités vis-à-vis du dollar sont élargies de ± 1 % à ± 2,25 %[23]. Les fluctuations entre monnaies européennes peuvent atteindre 9 % en cas de retournement face au dollar[23], nuisant à la politique agricole commune[23]. "Cela va durer trois mois", commente Paul Volcker[23].
- 9 janvier 1972 au 28 février 1972 : Grève des mineurs britanniques de 1972.
- 24 avril 1972 : le serpent monétaire européen démarre[24].
- 23 juin 1972 : la livre sterling doit déjà quitter le serpent[26].
- Début 1973 : la lire italienne doit quitter le serpent[27]
- 14 février 1973 : deuxième dévaluation du dollar (de 38,02 $ l’once à 42,22 $)[24], le mark réévalué de 3 %[24].
- 19 mars 1973 : les États européens cessent de défendre la parité de leurs devises contre le dollar[24].
- février-mars 1973 : grande crise monétaire, la France participant à l'accord des Européens à Bâle, sa monnaie suit le serpent monétaire européen, puis sa parité est restée pratiquement stable[6].
- 29 juin 1973 : le mark réévalué de 5,5 %[24].
- été 1973 : le franc mis en difficulté par la hausse du mark et du florin, le second étant réévalué en septembre[6].
- septembre 1973 : pour soutenir le franc, Paris sacrifie une part notable des réserves officielles d'or et de devises[6].
- 6 au 24 octobre 1973 : guerre du Kippour et premier choc pétrolier.
- 12 novembre 1973 : plus grande grève des mineurs britanniques de l'histoire.
- De décembre 1973 à février 1974 : le franc perd 8 % de sa valeur en DTS puis reste faible au premier semestre 1974[6].
- 19 janvier 1974 : le franc sort du serpent monétaire européen pour 6 mois[6], la Banque de France a perdu le tiers de ses réserves[28].
- février 1974 : élections britanniques, perdues par les conservateurs en pleine grève des mineurs, le Parti libéral monte à 19 % contre 7,5 % en 1970.
- mars 1974 : "plan jonquille" du Commissariat au Plan pour limiter les salaires[29],[30]. En RFA, les syndicats acceptent une modération salariale[29].
- 6 mai 1974 : Helmut Schmidt devient chancelier ouest-allemand.
- 27 mai 1974 : Valéry Giscard d'Estaing élu président français.
- juin 1974 à juin 1975 : le franc se redresse continûment par rapport au DTS, grâce à la baisse du dollar de 4,90  à   4 francs[6] et à la dépression conjoncturelle qui réduit les importations[6].
- 3 novembre 1974 : Théorème de Schmidt, slogan d'Helmut Schmidt.
- Denis Healey présente un plan de recyclage des pétrodollars, en partie repris par le FMI[31].
- février 1975 : accord des banques centrales américaine, suisse et allemande pour coordonner leurs interventions sur le marché des changes pour soutenir le dollar[6], mais sans réellement de suites volontariste[6].
- 16 mai 1975 : le franc rejoint, à nouveau, de facto, le serpent monétaire européen[6].
- été 1975 : le calendrier des recettes fiscales attendues du pétrole anglais est reporté, l'échéance des flux importants repoussée à 1980[32].
- août 1975 : l'inflation anglaise culmine à 27 % en [33],[34].
- novembre 1975 :  l'inflation anglaise encore à 25,2 % menaçant l'accord avec les syndicats pour contenir les revendications salariales
- mi-novembre 1975 : accord de Rambouillet[6].
- 17 décembre 1975 : mesures protectionnistes finalement adoptées par Londres mais très timorées[35].
- 31 décembre 1975 : Francisco De Martin, secrétaire du parti socialiste italien, exige d'associer les communistes à la majorité[36].
- 7 janvier 1976 : crise en Italie, Aldo Moro doit former un gouvernement monocolore et minoritaire et organiser des élections anticipées en juin où les sondages promettent au Parti communiste 35 % et une participation de 93 %, la plus élevée depuis 1958.
- 8 janvier 1976 : accords de la Jamaïque entérinant l'accord de Rambouillet[6], alors que l'hiver 1975-1976 est celui de la chute de la lire[37].
- 21 janvier 1976 : rencontre des dirigeants socialistes et communistes italiens[38]. Après avoir dépensé 528 millions de dollars en 3 semaines, la Banque d'Italie suspend son soutien, jusqu'à mars, à la lire[37],[39] qui flotte depuis le 9 février 1973 et a perdu depuis 21 %[38].
- 22 janvier 1976 : le marché des changes italien est fermé[38], le cinquième blocage du marché en quatre ans[38],[40] et la spéculation des États-Unis dénoncée par les quotidiens La Repubblica et L'Unita (gauche)[38].
- 9 février 1976 : la peseta dévaluée de 11 % face au dollar[37].
- début février 1976 : le franc attaqué car l'inflation a fini 1975 à 10 % contre 5 % en Allemagne[37].
- mi-février 1976 : le franc rebondit[37].
- février 1976 à octobre 1976 : le plan de relance de Jacques Chirac de septembre 1975[37], creusant les importations, contribue à une dépréciation de 10 % du franc[6].
- fin février 1976 : la livre attaquée puis s'effondre début mars[37].
- mars 1976 : les réserves de change, en hausse jusque-là, commencent à plonger[41], générant « une panique sur les marchés »[41].
- 5 mars 1976 : attaque des marchés contre le franc français et le franc belge, mais aussi la couronne danoise[37] et suivies d'un discours du président français qui souhaite toujours relancer la croissance[37].
- mars 1976 : la Banque de France engage 8 milliards de francs pour défendre sa monnaie après 4 millions en février[42].
- 15 mars 1976 : après les élections cantonales[42] le franc sort définitivement du serpent monétaire européen[6] sur une dépréciation de près de 4,5 % face au mark[42].
- 16 mars 1976 : le Premier ministre travailliste Harold Wilson annonce en conférence de presse à la télévision sa démission[43], après le rejet du livre blanc sur les dépenses publiques par la Chambre des communes. La livre a perdu 5 % depuis le 4 mars et la lire 17 % depuis le 20 janvier[42].
- 17 mars 1976 : parité de 880 lires pour un dollar contre 683 au début de l'année, soit moins 30%[36].
- 1976 à 1979 : le Serpent devient une sorte de zone mark : seuls mark, florin, franc belge et couronnes scandinaves y participent[44].
- 17 au 20 juin 1976 : le congrès des syndicats anglais accepte le nouveau plafond d'augmentation des salaires[32].
- 22 septembre 1976 : plan Barre, après le départ de [Jacques Chirac.
- 29 septembre 1976 : chute du sterling après le congrès travailliste de Blackpool qui n'a pas soutenu l'accord conclu du gouvernement Callaghan avec les syndicats et le patronat pour « réduire à environ 10 % la progression des salaires au cours des douze mois à venir ».
- 3 octobre 1976 : l'inflation italienne grimpe à 18 %, le Parti communiste italien accepte le compromis historique[45].
- 3 novembre 1976 : Jimmy Carter élu président américain.
- janvier 1977 : forte réduction de l'excédent commercial français face à l'Angleterre, constate Raymond Barre[46].
- début 1977: Jimmy Carter veut convaincre le japonais et allemandes d'une relance concertée[47].
- mai 1977 : sommet de Londres, les Allemands et Japonais refusent les propositions américaines de relance.
- année 1977 : le niveau atteint par le franc au dernier trimestre 1976 se maintient[6].